# Agrotis rungsi
Agrotis rungsi är en fjärilsart som beskrevs av Lucas 1937. Agrotis rungsi ingår i släktet Agrotis och familjen nattflyn. Inga underarter finns listade i Catalogue of Life.